# رافاييلا ماريني
رافاييلا ماريني (بالإيطالية: Raffaella Manieri)‏ (من مواليد 26 نوفمبر 1986): مدافعة كرة قدم إيطالية. وتلعب حاليا لنادي بايرن ميونيخ في دوري الدرجة الأولى الألماني للسيدات. وقد لعبت سابقا لنادي أي سي إف توريس ونادي سي إف تورينو ونادي أي سي دي باردولينو في دوري الدرجة الأولى الإيطالي للسيدات.
وهي صمن تشكيلة المنتخب الوطني الإيطالي وسجلت ضد نيجيريا في بطولة العالم 2004 تحت ال19 عام، وحصلت إيطاليا على نقطة وحيدة في تلك البطولة. في يوليو 2007 لعبت أول مباراة لها مع المنتخب ضد المكسيك. وكانت مدعوة للانضمام مع المنتخب لبطولة الامم الأوروبية 2009 كلاعبة أحتياطية  وبعد ذلك بقيت في الفريق طوال تصفيات كأس العالم 2011.
أعلنت ماريني أنتقالها لبايرن ميونيخ في أغسطس عام 2013. [5]

## روابط خارجية
- رافاييلا ماريني على موقع الاتحاد الدولي (مؤرشف)  (الإنجليزية)
- رافاييلا ماريني على موقع الاتحاد الأوربي (الإنجليزية)
- رافاييلا ماريني على موقع قاعدة بيانات كرة القدم.إي يو (الإنجليزية)
- رافاييلا ماريني على موقع Soccerway.com (الإنجليزية)